# ماریو مونتویا (شناگر)
ماریو مونتویا (به انگلیسی: Mario Montoya) (زادهٔ ۱۸ اوت ۱۹۸۹) شناگر اهل کاستاریکا است.